# Franco-ontarians

Bandera de la Comunitat Franco-Ontariana

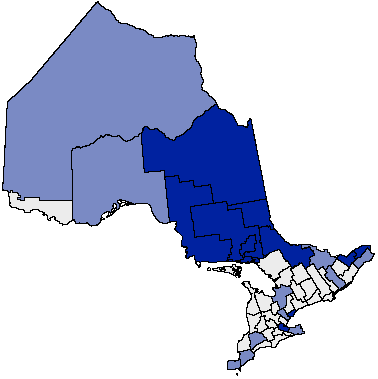
Àrees francòfones d'Ontario

Franco-ontarians (francès: Franco-ontarien) són francòfons del Canadà residents a Ontario. Segons el cens canadenc del 2001, hi ha 548.940 francòfons a Ontario, que comprèn el 4,4% de la població provincial. Els franco-ontarians constitueixen la comunitat francòfona canadenca més gran fora del Quebec, i la minoria lingüística més gran d'Ontario.
La població franco-ontariana es concentra principalment a la zona oriental (41,3% - 226.705 francòfons), a Ottawa, Cornwall i a moltes comunitats rurals, i a la zona nord-est (25,2% - 138.585 francòfons), a les ciutats de Greater Sudbury, North Bay i Timmins així com a altres petites viles. Altres comunitats amb població francòfona important són Toronto, Windsor (Ontario), Penetanguishene i Welland. La resta de comunitats tenen alguns pocs francòfons residents.
Ottawa, amb 128.620 francòfons, té la comunitat franco-ontariana més gran. Greater Sudbury, (29% francòfons), té la més gran proporció de franco-ontarians entre la població de la ciutat. A d'altres més petites hi són majoria, com a Hearst, Kapuskasing, West Nipissing, St. Charles, Clarence-Rockland, Champlain, Alfred i Hawkesbury.

## Bandera
La bandera franco-ontariana fou hissada oficialment per primer cop el 25 de setembre de 1975 a la Universitat de Sudbury. Fou adoptada oficialment per l'Association canadienne-française de l'Ontario (ACFO) (actualment l'Association des communautés franco-ontariennes) el 1977.
El verd i el blanc simbolitzen l'estiu i l'hivern d'Ontario. El trillium grandiflorum és la flor emblema oficial de la província d'Ontario. La flor de lis recorda la pertinença de la comunitat franco-ontariana a la francofonia mundial.